# Garbsen
Garbsen est une ville d'environ 60 000 habitants de la Région de Hanovre, en Basse-Saxe, en Allemagne. Elle est située sur la rivière Leine, à environ 11 kilomètres au nord-ouest de Hanovre.

## Districts de la ville
Douze districts composent la cité :
- Altgarbsen
- Auf der Horst
- Berenbostel
- Frielingen
- Garbsen-Mitte
- Havelse
- Heitlingen
- Horst
- Meyenfeld
- Osterwald
- Schloss Ricklingen
- Stelingen

## Histoire
| Appartenances historiques Duché de Brunswick-Lunebourg 1235-1432 Principauté de Calenberg 1432-1692 Électorat de Brunswick-Lunebourg 1692-1807 Royaume de Westphalie 1807-1813 Royaume de Hanovre 1814-1866 Royaume de Prusse (Province de Hanovre) 1866-1918 République de Weimar 1918-1933 Reich allemand 1933-1945 Allemagne occupée 1945-1949 Allemagne 1949-présent |

## Jumelages
- Hérouville-Saint-Clair (France)
- Rødding (Danemark)
- Bassetlaw (Royaume-Uni)
- Farmers Branch (États-Unis)
- Schönebeck (Elbe) (Allemagne)
- Września (Pologne)

## Personnalités
- Volker Finke, né le 24 mars 1948 - ancien entraineur de l'équipe de football SC Freiburg
- Frank Pagelsdorf, né le 5 février 1958 - entraineur de l'équipe de football Hansa Rostock
- Erdoğan Atalay, né le 22 septembre 1966 - acteur
- Kim-Valerie Voigt, née en 1989 - Miss Allemagne 2008